# 俄羅斯入侵烏克蘭時間軸 (2022年6月)

俄罗斯入侵乌克兰的动态地图（参见可交互的俄乌战争详细地图）

本条目主要列出2022年俄羅斯入侵烏克蘭在2022年6月的过程。

## 6月1日
美国同意向乌克兰提供M142高机动性多管火箭系统，而且乌克兰领导人保证不会用該武器進攻俄羅斯本土。乌克兰當局表示北顿涅茨克的一家化工厂遭到俄罗斯轰炸。
德国总理奥拉夫·朔爾茨表示将向乌克兰提供地对空导弹。
维塔利·金表示，俄罗斯军队已经开始炸毁赫尔松附近的桥梁。
烏克蘭總統泽连斯基表示乌克兰20%的领土目前由俄罗斯實際控制。

## 6月2日
俄羅斯外交部長拉夫羅夫表示，烏克蘭獲得多管火箭發射系統是對俄羅斯的挑釁，可能會使第三國捲入戰爭。
烏克蘭總統澤倫斯基表示，被強制押往俄羅斯並分送全俄各地的烏克蘭人中有20萬名兒童，其中有些是孤兒院院童，有些是和父母一起被帶走，也有的是被迫與家人分離。
烏克蘭總檢察長公布第1宗涉及俄羅斯軍人佔領城鎮、射殺平民後，以小孩性命為要脅，性侵烏克蘭婦女的案件調查結果，也確認了該名俄軍的身分，將提起公訴。
丹麥舉行公投，以近67%的贊成票通過加入歐洲聯盟共同安全與防務政策。丹麥首相梅特·佛瑞德里克森在公投結果出爐後表示：「丹麥今晚釋出一個相當重要的信號，這個信號是給我們的歐洲，北約盟友和普京。我們表明，當普京侵略一個自由國家及威脅到歐洲穩定時，我們其他人會團結起來。」
美國網络司令部承認該機構目前正協助乌克兰當局开展网络行动。
俄罗斯军方估计目前在乌克兰境内的外國雇佣兵总数从戰爭開始時的6600人降低至現在的大约3500人。

## 6月3日
俄羅斯入侵烏克蘭第一百日，俄羅斯總統普京發表電視講話，聲稱期待烏克蘭政權的更迭。
盧甘斯克州長表示，於瀕臨淪陷的北頓涅茨克，收復約20％被俄軍攻佔的領土。
欧盟表示不會承认俄羅斯在赫尔松州和扎波罗热州頒發的护照。瑞士拒絕向烏克蘭提供22輛水虎魚裝甲車。
俄羅斯外交部表示6月1日美國曾宣布向提供乌克兰4架米-17直升机，這一做法是違規的。这4架米-17直升机是早前由俄罗斯交给美国，並且俄方明確要求美國再將直升機交付给阿富汗伊斯兰共和国武装部队使用。

## 6月4日
烏克蘭總統府顧問表示，在盡可能地把俄羅斯軍隊擊退到烏克蘭邊境之前，烏俄兩國談判是沒有意義的。
俄罗斯布良斯克州州长亚历山大·博戈马兹表示，乌克兰军队对该州的一个村庄發動攻擊。
俄罗斯方面表示，它們在敖德萨附近击落了一架载有武器弹药的乌克兰军用运输机。
烏克蘭總統泽连斯基表示，位于乌克兰东部的一座建於17世纪早期的乌克兰东正教修道院圣山拉伏拉的主教堂被俄軍炮擊並起火。俄罗斯否认参与此事并指责是乌克兰军队在撤退前放火烧毁了這座修道院。
乌克兰哈尔科夫地区的一个私人机场遭到导弹袭击，裡面的飞机以及一些机库被摧毀。

## 6月5日
基輔市長表示，基輔市內的達爾尼察區與第聶伯區等區域因受俄軍的導彈襲擊傳出多起爆炸聲響，有關單位已經前往調查，而在爆炸之前，烏克蘭包含首都基輔在內的大部分區域均響起空襲警報。俄罗斯国防部发言人伊戈尔·科纳申科夫表示，俄罗斯空天军对基辅郊外发射了长程飞弹，摧毁了由东欧国家提供的T-72主战坦克和其他装甲车辆。
烏克蘭東部盧甘斯克州州長蓋戴表示，在烏軍反攻後，北頓涅茨克目前被烏克蘭和俄羅斯部隊一分為二。北頓涅茨克市長則表示當地缺乏糧食、燃料和藥品。當天烏克蘭總統澤連斯基再度前往乌克兰东部顿巴斯視察。
俄罗斯外交部发言人玛丽亚·扎哈罗娃晚间接受意大利电视台La7频道时表示，俄罗斯代表团準備前往塞爾維亞贝尔格莱德会谈，但塞尔维亚周边国家拒绝让俄羅斯外長谢尔盖·维克托罗维奇·拉夫罗夫的飞机飞越他們的領空。

## 6月6日
乌克兰军队表示已将俄罗斯的黑海舰队驅趕至距離乌克兰黑海海岸100多公里的地方，而且俄罗斯舰队已喪失对黑海西北部的控制权。
烏克蘭國家衛隊亚速营官兵家屬表示，在烏克蘭東南部港口城市馬里烏波爾死守亞速鋼鐵廠而丧生的烏軍士兵，有數十人遺體已由俄羅斯當局移交給基輔政府。

## 6月7日
消息指出，俄羅斯士兵已經全面撤出烏克蘭東南部的梅利托波爾的檢查站。
俄罗斯建设和住房公用事业部官网疑似遭到駭客入侵，出現一句「榮光歸烏克蘭」的烏克蘭文標語。

## 6月8日
據《塔斯社》報導，有消息人士透露，亞速鋼鐵廠的1000名戰俘已被押送至俄羅斯，執法單位正在密切開展相關工作，亦在與其他戰俘進行對質之後，計劃將他們也押解到俄羅斯境內，甚至有100多人已經被帶往莫斯科，其中包括在馬里烏波爾投降的外國雇傭兵。
马里乌波尔市長助手表示，人們在該市的一個高层建筑的废墟中发现了100多具尸体。
莫斯科首席拉比平夏斯·戈尔德施密特由於不支持俄羅斯入侵烏克蘭而逃離俄羅斯。

## 6月9日
烏克蘭盧甘斯克州長表示，目前北頓內茨克地區大部分還是被俄軍佔領，烏軍控制著工業區，而且盧甘斯克州9成以上的區域暫時處於俄軍佔領之下。
根據多家俄羅斯傳媒報導，烏克蘭東部親俄分離主義份子所設的法院，判決兩名英國人和一名摩洛哥人死刑，這3人是在為烏克蘭戰鬥時被俘，並且均為外國僱傭兵。
乌克兰总统助理表示，乌克兰每天有100-200名士兵陣亡。俄羅斯總統普京出席公開活動的演說，他以西元1700年的大北方戰爭為例，表示從來都沒有所謂的征服，是奪回「屬於我們的」土地。
烏克蘭總統澤倫斯基公布，他已簽署一項針對俄羅斯總統普京及數十名俄羅斯高官實施制裁的政令，包括凍結在烏克蘭的資產和禁止他們進入烏克蘭。

## 6月10日
美國軍方消息人士表示，烏克蘭已經耗盡了所擁有的蘇聯時代和俄羅斯設計的武器，現在完全依賴西方國家提供的武器來抵抗俄羅斯的入侵。乌克兰军事情报局副局长也表示乌克兰的弹药几乎耗盡。他表示整個欧洲的弹药庫存狀況都有些緊張，况且俄罗斯的火炮武器數量是乌克兰的10到15倍。乌克兰军队每天要消耗5,000-6,000发子弹。乌克兰情报部门表示，俄罗斯的导弹也有些短缺，俄羅斯甚至將苏联1970年代的库存导弹拿出來使用，且60%的库存导弹已投入戰場。
苏梅州州长表示，俄罗斯军队用神风敢死队无人机轟炸了该地区的村庄。
烏克蘭文化暨資訊政策部長宣布，政府將召集公民社會文化、歷史、電影、博物館等各界專家，成立專家委員會，在烏克蘭國內致力於「去共產化、去俄羅斯化」。
俄罗斯媒体表示，乌克兰军队击沉/凿沉了己國的反潜护卫舰文尼察号。

## 6月11日
烏克蘭总统泽连斯基表示，乌克兰對俄罗斯占领的赫尔松南部地区发动了空袭。
英国国防部表示，俄罗斯正在使用Kh-22导弹打击地面目标。乌克兰表示俄羅斯在攻擊弗魯比夫卡時使用了火焰喷射器。
歐盟委員會主席馮德萊恩再次到訪基輔，與澤連斯基舉行會談，討論烏克蘭申請加入歐盟及戰後重建問題。她表示雙方將評估烏克蘭重建所需的聯合工作，制定相關路線圖，歐盟未來一周內會總結是否給予烏克蘭候選國地位。澤連斯基則呼籲歐盟，對俄實施更嚴厲制裁。
烏克蘭南部俄羅斯佔領的赫爾松市以及扎波罗热地區，當局首次向居民發放俄羅斯護照。

## 6月12日
俄罗斯国防部表示，該國使用3M-54巡航导弹摧毁了乌克兰捷爾諾波爾州的一个儲存有西方武器的大型仓库，並且在顿涅茨克和哈尔科夫附近击落了三架乌克兰的Su-25攻擊機。

## 6月13日
顿涅茨克州遭到烏克蘭軍隊炮擊，至少有5人在此次炮擊中喪生，另有22人受伤。
盧甘斯克州長表示，俄羅斯軍隊已摧毀通往北頓涅茨克的全部三座橋梁，將不可能運輸貨物和疏散居民，剩餘的平民困在城內，無法有任何人道援助，即使部分軍事行動仍能進出北頓涅茨克。

## 6月15日
俄羅斯國防管理中心負責人米哈伊尔·米津采夫要求位於北頓涅茨克的Azot化工厂內的乌克兰军队於莫斯科时间當天上午8:00向俄軍投降。俄罗斯軍隊表示，他们已摧毁位於顿涅茨克地区的一个弹药库和利西昌斯克的一个雷达站，並且擊斃了300名乌克兰士兵。
阿爾巴尼亞總理與蒙特內哥羅總理到訪基輔，蒙特內哥羅總理表示，感謝烏克蘭所做的事，他們並不只是在保護自己的國家，也是在保衛整個歐洲的安全，烏克蘭在加入歐盟的候選國上，可以得到蒙特內哥羅與北馬其頓的支持，阿爾巴尼亞總理也強調，阿爾巴尼亞除了支持烏克蘭成為加入歐盟的候選國外，還願意協助烏克蘭在戰後的重建。澤倫斯基其後宣布「阿爾巴尼亞、蒙特內哥羅和北馬其頓支持我們成為加入歐盟的候選國，我們不是競爭關係，而是互補合加強彼此能力。」

## 6月16日
法國總統馬克龍、德國總理朔爾茨以及意大利總理德拉吉，抵達烏克蘭首都基輔，與烏克蘭總統澤連斯基會面。 
俄羅斯外交部長拉夫羅夫接受英國廣播公司專訪時重申俄羅斯沒有入侵烏克蘭並且稱俄羅斯是在執行「特殊軍事行動」，並指責烏克蘭境內有新納粹勢力，以及北約拉攏烏克蘭加入北約組織是一種「犯罪行為」。

## 6月17日
英国首相约翰逊於俄烏衝突期間第二次到訪基辅。
今日俄罗斯表示有2名美国退役军人被顿巴斯当地武装拘押。
英国国防部参谋长托尼·拉达金表示，俄羅斯出動了該國25%的兵力，只不過佔據了少量的领土並換來50,000人的死伤，俄罗斯正在走向失败。
乌克兰陆军后勤司令部負責人表示，乌克兰陆军30%至50%的重型装备已损失。

## 6月18日
烏克蘭軍方表示，1艘載著俄羅斯彈藥、武器和士兵的俄軍瓦西里貝赫號救援艦，在黑海被AGM-84魚叉反艦飛彈擊沉。
歐洲聯盟委員會正式建議給予烏克蘭和鄰國摩爾多瓦「歐盟候選國」地位 。烏克蘭總統澤倫斯基則表示感謝歐盟執委會做出「歷史性決定」 。俄羅斯總統普京表示，俄羅斯對烏克蘭可能成為歐盟成員「沒有任何反對」。
第聂伯罗彼得罗夫斯克州州长瓦连京·列兹尼琴科表示，3枚俄罗斯导弹摧毁了乌克兰东部城镇的一个燃料储存库。
乌克兰总统泽连斯基視察尼古拉耶夫以及敖德萨地区，這是2022年俄烏衝突爆發以來泽连斯基首度視察南部戰線。

## 6月19日
俄罗斯国防部表示俄军使用高精度巡航导弹打击了乌军位於第聂伯罗附近的一处指挥所 ，包括将军在内的超過50名军官在此次打擊中死亡。

## 6月20日
俄國國防部表示，烏克蘭武裝部隊企圖攻佔蛇島，但未能成功。

## 6月21日
12輛PzH2000自行榴彈砲已部署至烏克蘭，其中7辆来自德国，5辆来自荷兰。
俄羅斯方面表示該國使用SS-N-26球果导弹摧毀了多座位於敖德薩附近的拜卡「旗手」TB2無人機機庫，並且在德魯日基夫卡一帶摧毀烏克蘭方面的15門美國M777榴弹炮。
据英国国防部表示，顿涅茨克人民共和国在顿巴斯的战斗中损失了55%的兵力。顿涅茨克人民共和国方面表示該國有2,128名士兵陣亡，8,897人受伤，654名平民遇害。

## 6月22日
位於新沙赫京斯克境內的一家俄罗斯炼油厂被烏克蘭两架无人机擊中。

## 6月23日
聯合國教科文組織表示，聯合國專家已經證實，自俄羅斯入侵烏克蘭以來，烏克蘭152處文化和歷史遺址全部或部分遭到破壞。

## 6月24日
烏克蘭軍隊從北頓涅茨克撤出。
俄羅斯多家新聞社報導，莫斯科當局任命的一名烏克蘭南部赫爾松地區官員在爆炸中喪命。有報道指，莫斯科當局掌控的烏克蘭部分地區中，針對當地親俄官員的攻擊持續增加。
歐盟在布魯塞爾總部召開兩天峰會，同意授予烏克蘭和摩爾多瓦候選國資格。

## 6月25日
俄羅斯和烏克蘭當局分別表示，俄羅斯軍隊已經佔領烏克蘭東部城市北頓涅茨克。
烏克蘭總統澤倫斯基表示，烏克蘭將會收復遭俄羅斯奪占的全部城市，包括北頓內茨克在內。
烏克蘭軍方發表聲明表示，烏克蘭北部邊境地區切爾尼戈夫遭到俄羅斯盟邦白俄羅斯境內發射的飛彈「大規模轟炸」。

## 6月26日
基辅以及哈爾科夫遭到俄军的導彈襲擊。基辅市长表示该市至少遭到14枚導彈襲擊，有两栋公寓楼被击中，造成至少一人死亡，6人受伤。
俄羅斯國防部表示，國防部長蕭依古視察參與烏克蘭軍事活動的俄軍。俄羅斯國防部發言人伊戈爾·科納申科夫表示，俄羅斯武裝部隊使用高精度武器和 3M-54「口徑」飛彈對烏克蘭陸軍、空降機動突擊部隊的訓練中心實施打擊，烏軍三個旅失去戰鬥能力。烏克蘭軍隊再次試圖襲擊被俄軍控制的蛇島，但沒有成功。俄軍的「鎧甲-S」彈砲合一防空系統擊落一架烏克蘭「蘇-25」攻擊機和12枚火箭彈。

## 6月27日
克列緬丘格一家商場遭俄羅斯導彈襲擊並起火。襲擊造成至少18人死亡，56人受傷。俄羅斯一網站稱購物中心用於存放軍事裝備。

## 6月28日
卢甘斯克人民共和国驻俄罗斯大使表示，乌克兰军队开始从利西昌斯克撤出。
俄罗斯军队继续炮击哈尔科夫及其附近的定居点。
烏克蘭奪回澤萊內哈伊以及巴爾維諾克。
17名烏克蘭囚犯被俄羅斯釋放。

## 6月29日
俄羅斯佔領普里維利亞以及利西昌斯克炼油厂。
烏克蘭方面表示俄罗斯釋放了144名烏克蘭戰俘，其中有95人是亚速钢铁厂的被俘人员。

## 6月30日
敘利亞宣布承認烏克蘭東部兩個親俄共和國獨立。烏克蘭總統澤倫斯基則宣布，烏克蘭與敘利亞斷交。
俄羅斯從蛇島撤軍。烏克蘭軍方表示，烏軍在早前的攻擊行動中，摧毀俄羅斯位於蛇島的鎧甲-S1飛彈防空系統、雷達站及多輛軍用車輛，這使得俄軍被迫撤離。
戰後烏克蘭首艘出口运粮货船（船上裝載7000吨谷物）驶离由俄军控制的别尔江斯克港。
俄羅斯国家杜马通过一項法律，授權俄罗斯总检察长可以直接吊銷對俄羅斯制裁的國家的媒體在俄境內的運營執照。